# Colchicina

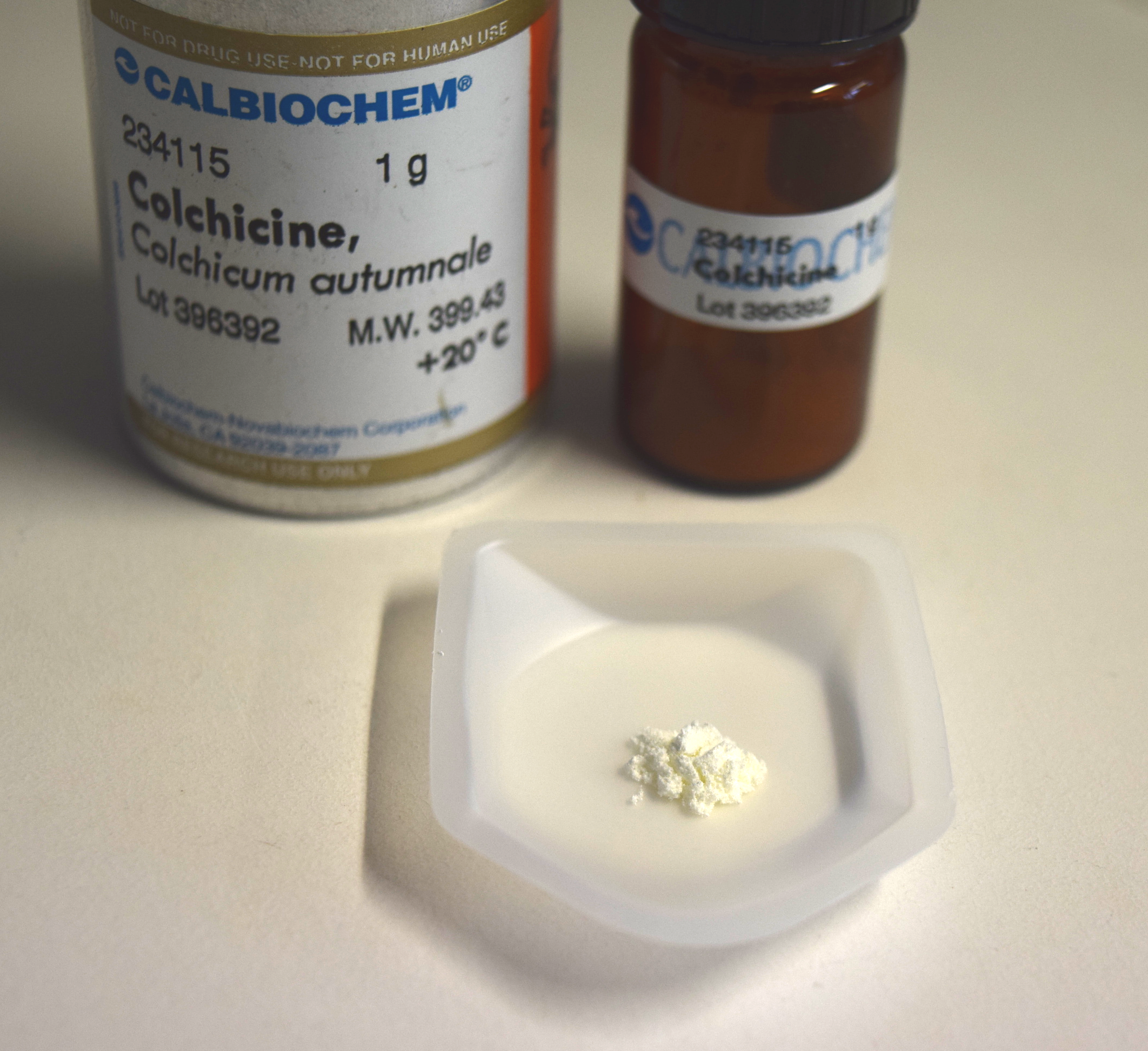
L'aspetto della colchicina (polvere bianca)

La colchicina è un alcaloide originariamente estratto dalle piante del genere Colchicum (in particolare il Colchicum autumnale) e presente anche in piante del genere Gloriosa, Androcymbium e Merendera. La sua struttura chimica, ipotizzata empiricamente nel 1945 da Dewar, formata da 2 gruppi eptaciclici, di cui uno trienoico definito da Dewar tropolone, uniti ad un trimetossibenzene, è stata definitivamente individuata solo nel 1955 da H. Corrodi, E. Hardegger. Si presenta sotto forma di polvere giallastra e inodore, cristallina o amorfa ed è assai solubile in cloroformio, etanolo e acqua.
Attualmente viene utilizzato come farmaco per il trattamento della gotta, ma sembra essere utile in svariate sindromi con fenomeni flogistici.
È anche il farmaco di prima scelta per alleviare i sintomi della "Febbre Mediterranea Familiare" (FMF), una malattia autoinfiammatoria facente parte della categoria "Febbri Periodiche" (FP).
Relativamente recente (2007) è il suo impiego da parte dei cardiologi nel trattamento delle pericarditi e nella prevenzione delle recidive di tale processo infiammatorio del pericardio (es. Sindrome di Dressler).

## Farmacodinamica
La colchicina si lega alla subunità fondamentale dei microtubuli, la tubulina, causandone la depolimerizzazione. Ciò determina un effetto antimitotico sulla cellula che viene bloccata allo stadio di metafase per la mancata genesi del fuso mitotico.
Sebbene l'elevata tossicità della colchicina ne impedisca l'uso come composto antitumorale, tale azione consente di inibire la motilità cellulare impedendo ai leucociti di raggiungere l'area d'interesse e bloccandone l'attività fagocitaria. Oltre a tale azione la colchicina è anche in grado di inibire la produzione del leucotriene B4.

## Farmacocinetica
La colchicina viene somministrata per bocca ed è rapidamente assorbita dall'apparato gastrointestinale raggiungendo il massimo della concentrazione plasmatica in un intervallo di tempo compreso tra i 30 minuti e le 2 ore.
La colchicina viene prevalentemente rilasciata nella bile ed è eliminata in forma immodificata attraverso le feci. Una piccola parte, tuttavia, viene trasformata in ossicolchicina la quale si accumula a livello renale e viene eliminata molto lentamente.
Il tempo di emivita della colchicina si aggira attorno ai 65 minuti.

## Usi clinici
La colchicina viene utilizzata sostanzialmente per il trattamento della gotta. È in grado, infatti, di eliminare il dolore e l'infiammazione che si hanno durante un attacco di artrite gottosa in un tempo compreso tra le 12 e le 24 ore. Sebbene la colchicina sia più specifica per l'attacco gottoso dei farmaci antinfiammatori non steroidei (FANS), questi ultimi sono maggiormente utilizzati in quanto sono scevri da alcuni fastidiosi effetti collaterali (in particolare diarrea).
In rari casi viene utilizzata anche in altre forme di artrite.
In alcuni casi, essa rappresenta anche una terapia di supporto per altre febbri periodiche quali le Sindromi periodiche associate alla criopirina e la Sindrome periodica associata al recettore del fattore di necrosi tumorale. La risposta alla colchicina è utilizzata per perfezionare la diagnosi di diverse febbri periodiche.
La colchicina viene comunemente utilizzata, come farmaco off-label, per alleviare i sintomi mucocutanei nella Sindrome di Behçet.
L'uso di farmaci uricosurici può, all'inizio, scatenare un attacco gottoso acuto per cui, durante il primo mese di terapia, viene eseguita una profilassi con colchicina o FANS.
La colchicina è anche indicata per la profilassi della febbre mediterranea familiare.
Recentemente, a seguito di una revisione sistematica della letteratura scientifica, viene segnalato l'uso della colchicina per la terapia della pericardite, in associazione a FANS o steroidi oppure in monoterapia, e per la prevenzione delle recidive. Tale strategia sembra molto promettente, consentendo successi fino al 90% dei casi, anche se i dati derivano da studi e osservazioni molto eterogenei.
L'Associazione Nazionale Medici Cardiologi Ospedalieri (ANMCO ) ha varato uno studio di fase IV, multicentrico, randomizzato, in doppio cieco contro placebo che valuterà l'efficacia del farmaco nel trattamento della pericardite al primo episodio; l'efficacia nella prevenzione delle recidive; l'efficacia nel trattamento delle recidive; l'efficacia nella prevenzione e nel trattamento della sindrome post-pericardiotomica. Con tali end-point primari si valuteranno anche una serie di end-point secondari tra cui l'efficacia in associazione con ASA, la riduzione della frequenza delle complicanze e un'analisi costo-efficacia ai fini di una corretta politica sanitaria.
Nel marzo 2020 è iniziata una sperimentazione clinica su 6000 persone affette da infezione del virus SARS-CoV-2, finanziata dal Governo del Quebec, per testare la potenziale efficacia dell'uso per 30 giorni della colchicina nella riduzione dei sintomi del coronavirus.

## Effetti avversi
Gli effetti avversi più comuni che si verificano con la colchicina sono la comparsa di nausea, diarrea, vomito e dolori addominali.
In caso di somministrazione prolungata si possono determinare alterazioni midollari, neuriti, alopecia e miopatia.
L'uso della colchicina può interferire con la funzione della mucosa ileale determinando un malassorbimento reversibile della vitamina B12.
L'uso di alte dosi di colchicina può produrre una sindrome da sovradosaggio che può avere una mortalità del 30%. La sindrome si presenta principalmente con problemi a carico dell'apparato gastrointestinale (nausea, vomito, diarrea e dolori addominali) con conseguenti problemi idrico-salini, alterazioni della funzionalità midollare e polipnea. Generalmente la morte sopraggiunge in seconda o terza giornata per collasso cardiocircolatorio o shock settico. In mancanza d'un antidoto si ricorre a un urgente ricovero in terapia intensiva per l'effettuazione d'una lavanda gastrica e aspirazione duodenale, correzione dello stato idrico ed elettrolitico, terapia antibiotica ed eventuale trattamento sintomatico.
Nell'uomo la dose tossica di colchicina si aggira attorno ai 10 mg. In caso d'insufficienza renale si consiglia di ridurre il dosaggio del farmaco.
Si consiglia, inoltre, di non usare la colchicina in corso di gravidanza o durante l'allattamento.
Vi è controindicazione all'uso anche in caso di seri problemi cardiaci, renali o gastrointestinali o di ipersensibilità.

## Interazioni
In caso d'una terapia con ciclosporina, la colchicina può aumentarne la concentrazione plasmatica e determinare un aumento del rischio di tossicità muscolare e renale.
Particolarmente severa l'interazione tra colchicina e verapamil (calcio-antagonista).